# Potencial de Uehling

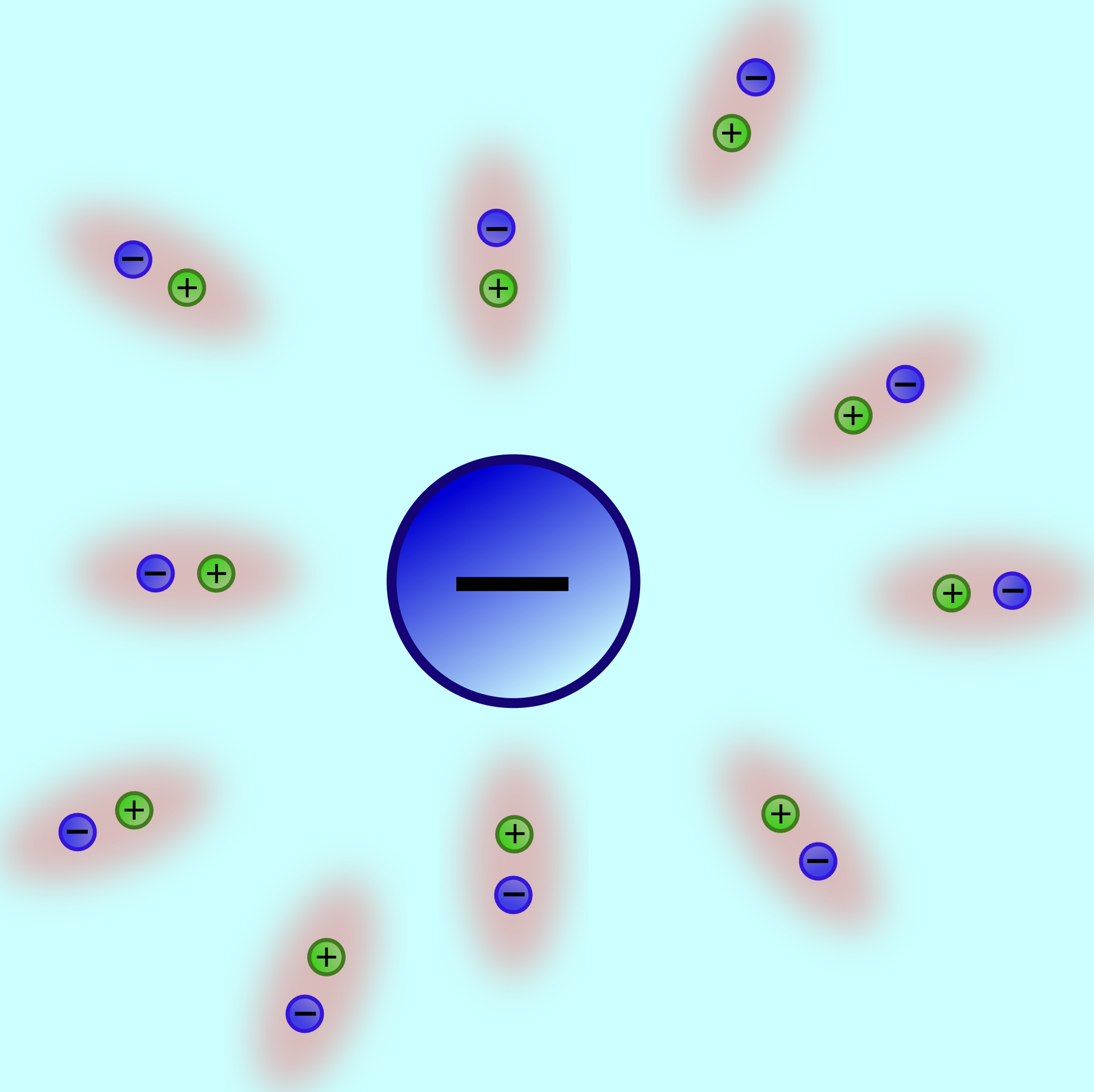
En electrodinámica cuántica, el potencial de Uehling describe el potencial de interacción entre dos cargas eléctricas que, además del potencial de Coulomb clásico, contiene un término extra responsable de la polarización eléctrica del vacío.

En electrodinámica cuántica, el potencial de Uehling describe el potencial de interacción entre
dos cargas eléctricas que, además del potencial de Coulomb clásico, contiene un término extra responsable de la polarización eléctrica del vacío. Este potencial fue descubierto por Uehling en 1935.
El potencial de Uehling está dado por:
{\displaystyle V(r)={\frac {-e^{2}}{4\pi r}}\left(1+{\frac {e^{2}}{6\pi ^{2}}}\int _{1}^{\infty }dx\,e^{-2rm_{e}x}{\frac {2x^{2}+1}{2x^{4}}}{\sqrt {x^{2}-1}}\right),}
de lo cual es evidente que este potencial es de hecho un refinamiento del potencial de Coulomb clásico. Aquí, {\displaystyle m_{e}}         
es la masa de electrón, e es su carga medida en grandes distancias. Si {\displaystyle r\gg 1/m}, este potencial se simplifica a {\displaystyle r\gg 1/m}
{\displaystyle V(r)\approx {\frac {-e^{2}}{4\pi r}}\left(1+{\frac {e^{2}}{16\pi ^{3/2}}}{\frac {1}{(m_{e}r)^{3/2}}}e^{-2m_{e}r}\right),}
y para {\displaystyle r\ll 1/m} se tiene
{\displaystyle V(r)\approx {\frac {-e^{2}}{4\pi r}}\left(1+{\frac {e^{2}}{6\pi ^{2}}}\left(\log {\frac {1}{m_{e}r}}-\gamma -{\frac {5}{6}}\right)\right),}
donde {\displaystyle \gamma } es la constante de Euler-Mascheroni.

## Propiedades
En 2012 se demostró que la integral de la expresión {\displaystyle V(r)} se puede evaluar de manera simplificada mediante funciones Bessel modificadas de la segunda clase {\displaystyle K_{0}(z)} y sus integrales sucesivas.

## Literatura adicional
- More on the vacuum polarization in QED, see section 7.5 of M.E. Peskin and D.V. Schroeder, An Introduction to Quantum Field Theory, Addison-Wesley, 1995.
- Both the exact form and the {\displaystyle r\gg 1/m}, {\displaystyle r\ll 1/m} approximations are proved in details in the 114th section of V. B. Berestetskii, E. M. Lifshitz, L. P. Pitaevskii, Quantum Electrodynamics, Butterworth-Heinemann, 1982.

- Datos: Q28324968

- Esta obra contiene una traducción  derivada de «Uehling potential» de Wikipedia en inglés, publicada por sus editores bajo la Licencia de documentación libre de GNU y la Licencia Creative Commons Atribución-CompartirIgual 4.0 Internacional.